# Eugrapheus lineellus
Eugrapheus lineellus là một loài bọ cánh cứng trong họ Cerambycidae.